# Pseudosymmorphus moricei
Pseudosymmorphus moricei är en stekelart som först beskrevs av Schulthess 1925.  Pseudosymmorphus moricei ingår i släktet Pseudosymmorphus och familjen Eumenidae. Inga underarter finns listade i Catalogue of Life.